# Alfred Helm
Alfred Helm (* 30. Januar 1932) ist ein ehemaliger deutscher Fußballspieler. Er spielte für den VfB Pankow (1950/51, 16 Spiele, 0 Tore), die BSG Einheit Pankow (1951/52, 24/5) und die BSG Stahl Thale (1952–1954, 59/13) in der DDR-Oberliga, der höchsten Spielklasse des DDR-Fußballs.

## Sportliche Laufbahn
Als 1950 der West-Berliner Verband Berliner Ballspielvereine das Vertragsspieler-System einführte, zog der Deutsche Sportausschuss der DDR die in den Gesamtberliner Fußballligen spielenden Mannschaften zurück und gliederte sie in den DDR-Spielbetrieb ein. Betroffen war auch der VfB Pankow, der bisher in der Berliner Stadtliga gespielt hatte. Die Pankower wurden zur Saison 1950/51 in die DDR-Oberliga eingegliedert. Ab November 1950 spielte auch der 18-jährige Alfred Helm in deren Oberligateam. Bis zum Saisonende bestritt er 16 Punktspiele, der VfB landete abgeschlagen auf dem letzten Tabellenplatz.
Da neben Pankow auch die Berliner SG Lichtenberg 47 abgestiegen war, wäre in der Oberliga 1951/52 mit Union Oberschöneweide nur noch eine Ost-Berliner Mannschaft vertreten gewesen. Um Ost-Berlin angemessen zu repräsentieren, wurde die Betriebssportgemeinschaft (BSG) Einheit Pankow gegründet und ihr das Startrecht für die Oberliga eingeräumt. Den VfB-Spielern wurde angeboten, bei der BSG Einheit weiter Erstligafußball spielen zu können. Zu den wenigen Spielern, die das Angebot annahmen, gehörte auch Alfred Helm. Er wurde zwar bereits am ersten Spieltag eingesetzt, war danach aber lange Zeit nur Ersatzspieler. Erst im letzten Drittel der Saison spielte er regelmäßig und hauptsächlich als rechter Außenläufer. In der über 36 Runden laufenden Saison kam er 24-mal zum Einsatz und erzielte fünf Tore. Die mit zahlreichen Spielern ohne Oberligaerfahrung zusammengestellte Mannschaft erreichte nie Erstliganiveau und stieg ebenso chancenlos wie ihr Vorgänger VfB nach einer Oberligasaison wieder ab.
Helm wechselte daraufhin mit Beginn der Saison 1953/54 zum Oberligisten BSG Stahl Thale. Auch dort wurde er von Beginn an aufgeboten und bestritt alle 32 Punktspiele, in denen er als Mittelstürmer und Linksaußen wieder fünf Tore schoss. Die BSG Stahl schloss die Saison mit Platz fünf ab und erzielte damit das beste Ergebnis in ihrer Oberligazeit. Gleichzeitig wurde Helm in den Kader der neu gegründeten DDR-Nachwuchsnationalmannschaft berufen, für die er die ersten beiden Länderspiele absolvierte. In der Oberliga musste Thale nach der Saison 1953/54 aus der Oberliga absteigen. Helm war der Abstieg nicht anzulasten, denn er gehörte wieder zu den Stützen der BSG, fehlte nur in einem Punktspiel und erzielte mit acht Treffern die meisten Tore der Stahl-Mannschaft. Er hielt der BSG Stahl auch in der zweitklassigen DDR-Liga die Treue, verpasste nur eine Partie der 26 Punktspiele und wurde mit 13 Treffern Torschützenkönig seiner Mannschaft. Obwohl Thale mit Platz sieben einen guten Mittelfeldplatz in seiner Staffel erreicht hatte, reichte es abermals nicht zum Klassenerhalt, da die drei Staffeln der DDR-Liga zu einer Staffel zusammengelegt wurden. Für die BSG Stahl bedeutete dies für längere Zeit den Abschied vom höherklassigen Fußball, Alfred Helm kehrte endgültig nicht mehr dorthin zurück.

## Stationen
- 1950 bis 1952: BSG Einheit Pankow
- 1952 bis 1954: BSG Stahl Thale